# Cyclura cychlura
Циклура звичайна (Cyclura cychlura) — вид ящірок родини ігуанові (Iguanidae).

## Поширення
Вид є ендеміком Багамських островів. Зустрічається на островах Андрос та Ексума. Відомо три популяції на острові Андрос і 13 популяцій на Ексумі.
Загальна популяція виду становить менше 5000 особин: з них на Андросі проживає 4000 особин, а на Ексумі близько 1000.

## Спосіб життя
Ящірка населяє сухі соснові ліси, зарослі чагарників та прибережну смугу рослинності. Живиться рослинною їжею. Дорослі ховаються у тріщинах скель, вапняку або норах побудованих у супісках. Молодь живе на деревах.